# Burggraf von Brandenburg
Die Burggrafen von Brandenburg waren adlige Amtsträger in der Mark Brandenburg im 12. und 13. Jahrhundert. Den Burggrafentitel trugen drei Personen aus dem Geschlecht der Grafen von Jabilinze und Belzig.

## Geschichte
Über die Geschichte der Burggrafen von Brandenburg und ihre genaue Stellung in der Burg und Markgrafschaft Brandenburg sind nur wenige historische Informationen überliefert.
1157 eroberte Albrecht der Bär endgültig die Burg Brandenburg. Daran war wahrscheinlich auch Baderich von Jabilinze und Dornburg beteiligt.
1160 wurde dieser erstmals als Burggraf bezeichnet. Die Hintergründe dafür sind unklar. Er trat in den folgenden Jahren vor allem in Urkunden der Markgrafen von Brandenburg und anderer Aussteller der Umgebung als Zeuge auf. Eigene Urkunden sind nicht erhalten. Gleiches ist für dessen Sohn Siegfried bekannt.
Der Enkel Burggraf Baderich II. erschien dagegen kein einziges Mal mehr in Gegenwart eines brandenburgischen Markgrafen. Dies deutet auf ein Zerwürfnis der beiden hin. Er lehnte sich vielmehr stärker an Herzog Albrecht von Sachsen an, den er wahrscheinlich um 1218/20 auf einer Reise ins Heilige Land begleitete, und von dem er die Grafschaft Belzig zu Lehen hatte. Von Baderich sind eigene Ministeriale und ein Burgvogt in Belzig überliefert.
1236 wurde Baderich letztmals als Burggraf von Brandenburg bezeichnet. Es ist zu vermuten, dass im Rahmen der Beilegung des Zehntstreits zwischen Markgrafen und Bischof eine Regelung getroffen wurde, dieses Amt aufzuheben.

## Rechtliche Stellung
In der Forschung ist bis heute nicht ganz klar, von wem die Burggrafen eingesetzt wurden und welche rechtliche Position sie in der Stadt und Mark Brandenburg hatten.
Die Burg in Brandenburg war seit 921 Reichsburg, sie unterstand direkt dem König. 1157 müsste eine Hälfte theoretisch weiter unter dessen Kontrolle gestanden haben, die andere Hälfte unter der des Bistums Brandenburg. Der Burggraf müsste dann um 1150 oder 1157 vom König eingesetzt worden sein, unabhängig vom neuen Markgrafen.
Allerdings gibt es überhaupt keine Hinweise auf ein Einwirken eines deutschen Königs in dieser Zeit in Brandenburg, der erste Burggraf Baderich wurde kein einziges Mal in der Nähe oder Urkunde eines solchen erwähnt, ebenso nicht seine Nachfolger. Stattdessen war schon sein Vater Gottschalk wie auch er selbst überwiegend bei den Askaniern in Erscheinung getreten, teilweise als Lehnsnehmer. Damit muss die Möglichkeit in Erwägung gezogen werden, dass Baderich von Markgraf Albrecht eingesetzt worden war, und dieser die königliche Hälfte der Burg vorher vom König übertragen bekommen hatte. Gleiches war 1147 bei der königlichen Hälfte der Burg Havelberg geschehen. Und auch die Burggrafen in Arneburg in der Altmark waren markgräfliche Vasallen geworden.
Inwieweit Baderich und seine Nachfolger unabhängig vom Markgrafen agierten, ist nicht mehr festzustellen, entsprechende Urkunden sind nicht erhalten. Gleichwohl müssen sie zumindest in der Altstadt von Brandenburg die Gerichtsbarkeit und den Königsbann ausgeübt haben, Informationen darüber sind allerdings nicht erhalten. Eigene Territorien im Gebiet östlich der Elbe sind von ihnen nicht bekannt.
1179 nannte Markgraf Otto I. die Burg Brandenburg unsere Burg (urbs nostra), auch der in dieser Zeit entstandene Tractatus de urbe Brandenburg behauptete einen Besitz und Verfügungsrecht der Markgrafen an der Burg. Inwieweit diese Behauptungen berechtigt waren, ist unklar. Aktivitäten der Markgrafen in der Burg sind bis in das frühe 13. Jahrhundert nicht überliefert. Spätestens um 1231 erhielten diese dann wahrscheinlich die Rechte vom König übertragen.

## Burggrafen
- Baderich von Jabilinze, erwähnt als Burggraf 1160–1179
- Siegfried von Belzig, erwähnt als Burggraf 1186–1204
- Baderich von Belzig, erwähnt als Burggraf 1211–1236